# Penis der Hunde

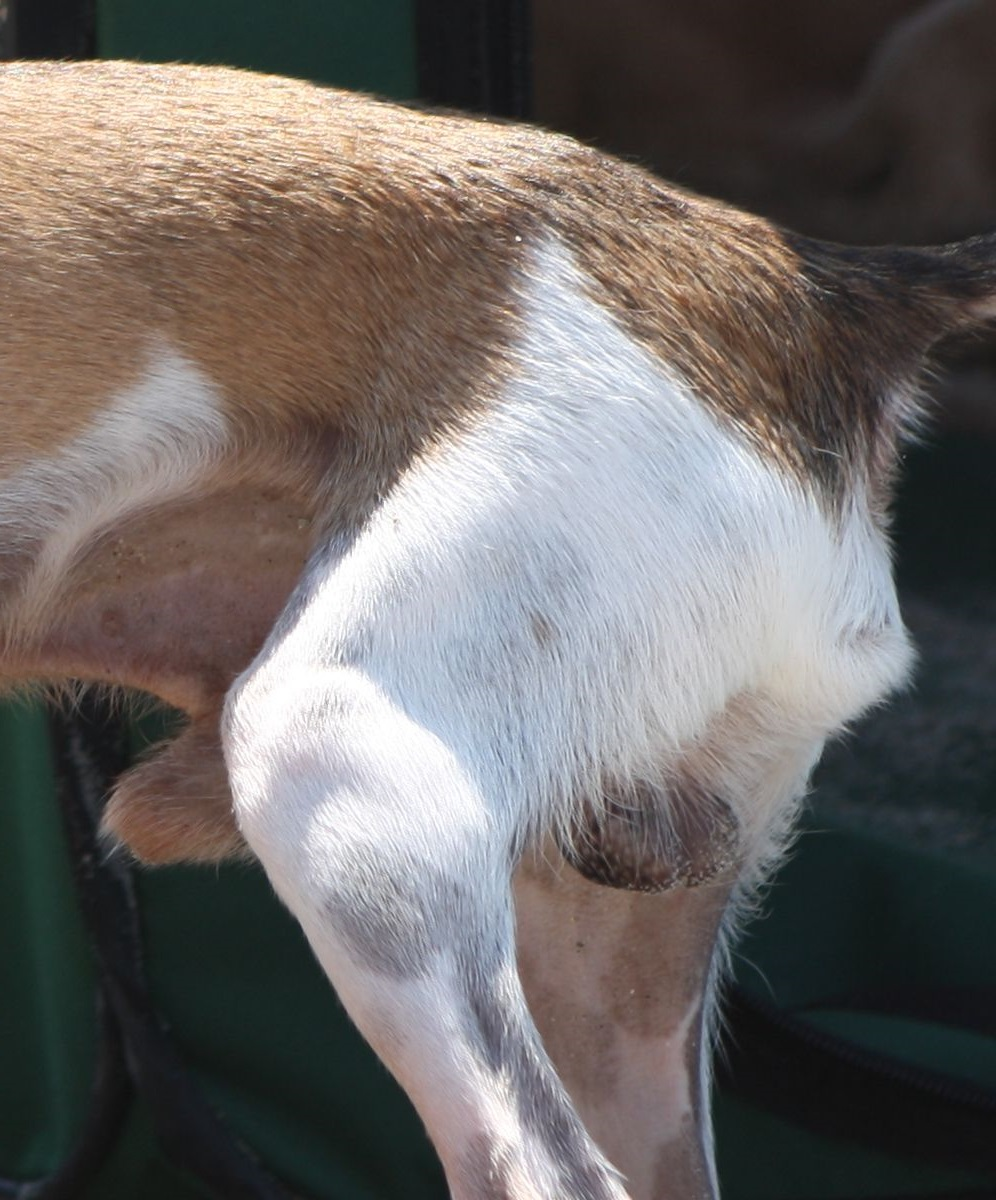
Penis eines kleinen Hundes im Ruhezustand

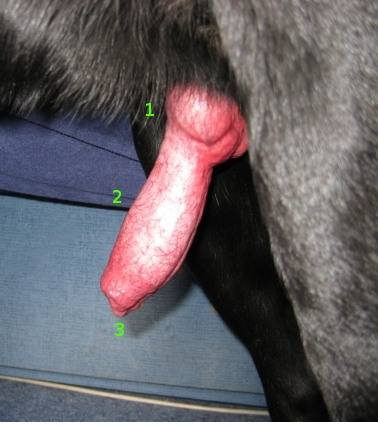
Eichel des erigierten Penis eines Labrador Retrievers: Bulbus glandis (1), Pars longa glandis (2) und Processus urethrae (3) sind gut zu erkennen.

Der Penis der männlichen Hunde (der Rüden) weist im Vergleich zum allgemeinen Aufbau des Penis der Säugetiere eine Reihe von anatomischen und funktionellen Besonderheiten auf, die mit dem Paarungsverhalten der Hunde zusammenhängen. Die grundsätzliche Anatomie des Penis ist bei allen Arten der Hunde identisch: Die Eichel ist in zwei Abschnitte untergliedert und schwillt nach Einführen in die Scheide der Hündin durch den ausgeprägten Eichelschwellkörper stark an, was in Verbindung mit der Vaginalmuskulatur der Hündin zum „Hängen“ des Rüden bis zu 30 Minuten nach dem Eindringen führt. Der Penisschwellkörper ist bei Hunden größtenteils zum Penisknochen umgebildet.
Beim Haushund ist die häufigste Funktionsstörung des Penis der Präputialkatarrh, eine vermehrte Sekretbildung durch Drüsen im Bereich der Vorhaut.

## Anatomie und Physiologie

### Schwellkörper
Wie bei allen Säugetieren verfügt der Penis auch bei Hunden über drei Schwellkörper, nämlich die beiden paarig angelegten Penisschwellkörper (Corpora cavernosa penis) und den unpaarigen Harnröhrenschwellkörper (Corpus spongiosum penis). Letzterer setzt sich in die Eichel als Eichelschwellkörper (Corpus spongiosum glandis) fort. Im Gegensatz zum Menschen besteht der bei der Erektion sichtbare Teil des Penis ausschließlich aus der Eichel; der Penisschaft mit den Penisschwellkörpern bleibt unter der Haut des Zwischenschenkelspalts verborgen und die Penisschwellkörper schwellen bei der Erektion kaum an.
Am Penisschaft setzt der Musculus retractor penis an, ein paariger glatter Muskel, mittels dessen der Rüde seinen Penis in die Vorhaut zurückziehen kann.

### Eichel
Die Eichel (Glans penis) ist bei Hunden zweigeteilt: Hinter dem langen Teil (Pars longa glandis) liegt der „Knoten“ (Bulbus glandis). Dieser schwillt erst nach dem Eindringen in die Vagina an und sorgt dafür, dass der Rüde nach der Ejakulation noch einige Zeit (zwischen 15 und 30 Minuten) mit der Hündin verbunden bleibt („Hängen“). Das Anschwellen ist durch die Füllung des Eichelschwellkörpers (Corpus spongiosum glandis) bedingt, der bei Hunden – im Gegensatz zu den meisten anderen Säugetieren – durch die Unterbindung des Blutabflusses über die Vena dorsalis penis durch den Musculus ischiourethralis stark erigiert. Dies erhöht die Chancen auf eine Befruchtung und verhindert zumindest kurzfristig, dass sich weitere Rudelmitglieder mit der Hündin paaren können.
Hinter dem Knoten ist der Penis in der horizontalen Ebene auch in erigiertem Zustand sehr flexibel, was dem Rüden das Absteigen während des Hängens ermöglicht.

### Schaft
Der Schaft des Hundepenis (Corpus penis) ist auch bei der Erektion nicht sichtbar. Allerdings kann sein Verlauf beginnend gleich hinter dem Knoten zwischen den Hinterbeinen bis hinauf zum Anus problemlos ertastet werden.

### Penisknochen und Harnröhre

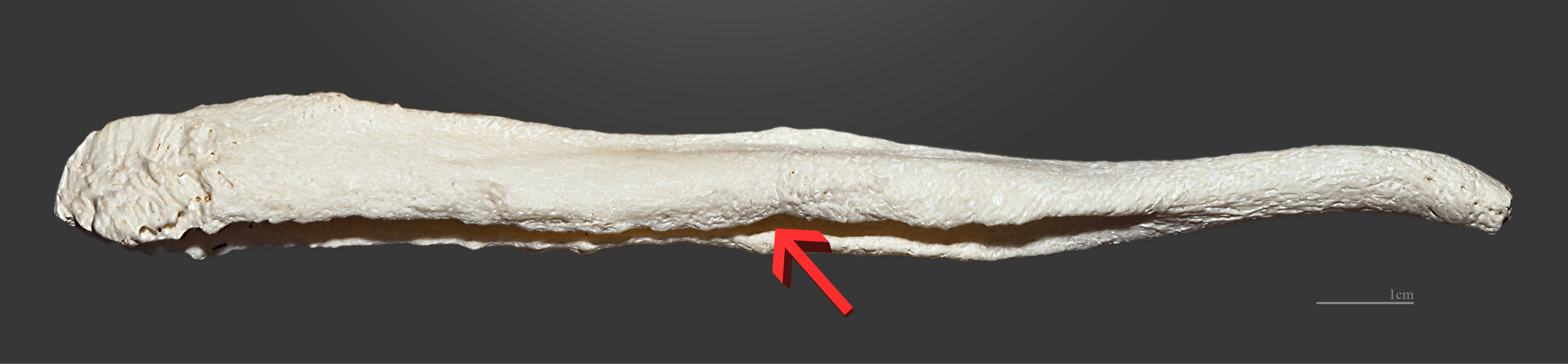
Penisknochen eines Haushundes; der Pfeil zeigt auf die an der Unterseite liegende Rinne für die Harnröhre. Das vordere Ende befindet sich rechts.

Im Corpus spongiosum befindet sich der Penisknochen (Os penis). Dieser ermöglicht dem Rüden das Eindringen in die Vagina der Hündin, noch bevor der Penis angeschwollen ist. Die Harnröhre verläuft in einer nach unten offenen Furche im Penisknochen und endet am äußersten „Zipfel“ des Penis (Harnröhrenfortsatz, Processus urethrae), der aufgrund seines Aussehens und seiner außerordentlichen Empfindlichkeit manchmal auch als „Eichelkitzler“ bezeichnet wird.
Etwas oberhalb des Harnröhrenfortsatzes bildet sich während der Erektion eine kleine Eindellung im Penis. Diese kommt dadurch zustande, dass das vordere Ende des Penisknochens über eine knorpelige Struktur innen mit der Haut an der Spitze des Penis verbunden ist. Schwillt der Penis bei der Erektion an, bleiben Knochen und Knorpel dabei gleich groß und ziehen daher die Haut an ihrer „Befestigungsstelle“ leicht nach innen.

### Vorhaut
Die Penisvorhaut (das Praeputium penis) umgibt die Eichel im nicht erigierten Zustand vollständig. Der hintere Teil der Vorhaut ist mit der Bauchhaut verwachsen; der vordere, fast bis zum Nabel reichende Teil ist frei. Das innere Vorhautblatt (Lamina interna) ist wie die Eichel mit kutaner Schleimhaut bedeckt, das äußere Blatt (Lamina externa) mit normaler, behaarter Epidermis. Die Vorhautöffnung am Übergang zwischen Lamina interna und Lamina externa wird als Ostium praeputiale bezeichnet, der Übergang zwischen Präputium und Penis als Fundus praeputialis oder seltener Fornix („Gewölbe“). Zwischen Lamina interna und Penis befindet sich im nicht erigierten Zustand die Vorhauthöhle (Cavum praeputiale).
Vorn am Präputium setzt der paarige Vorhautmuskel (Musculus praeputialis cranialis) an, ein glatter Muskel, der die Vorhaut über die Eichel zieht.

### Frenulum
Im Gegensatz zum Menschen reißt bei Hunden das Vorhautbändchen (Frenulum praeputii), das Eichel und Vorhaut verbindet, noch vor Eintritt der Geschlechtsreife. Die ehemalige Verbindungsstelle bleibt als „Naht“ (Raphe) unten auf der gesamten Länge der Eichel sichtbar. In Einzelfällen kann das Frenulum aber auch bis ins geschlechtsreife Alter bestehen bleiben und den Rüden dann am Ausschachten hindern. Dieser Zustand ist selten und kann vom Tierarzt problemlos behandelt werden.

### Blutversorgung, Lymphabfluss und Innervation
Die Blutversorgung des Penis wird durch die Penisarterie und -vene (Arteria und Vena penis) sichergestellt. Die Penisarterie ist der Endast der inneren Schamarterie (Arteria pudenda interna). Sie teilt sich an der Peniswurzel in drei Äste: Die Arteria bulbi penis speist den Harnröhrenschwellkörper, die Arteria profunda penis den Penisschwellkörper. Die Arteria dorsalis penis ist zumeist unpaar, verläuft auf der rückenseitigen Seite des Penis bis zur Penisspitze und versorgt die Eichel, die Vorhaut und die Haut um den Penisschaft. Sie hat bei Hunden einen zusätzlichen Zufluss über die vordere Penisarterie (Arteria penis cranialis), welche aus der äußeren Schamarterie (Arteria pudenda externa) entspringt. Die Durchblutung der Vorhaut wird zusätzlich von Ästen der Arteria und Vena epigastrica caudalis superficialis sichergestellt, die ebenfalls aus der äußeren Schamarterie abgehen.
Die Lymphgefäße des Penis ziehen zu den oberflächlichen Leistenlymphknoten (Lymphonodi inguinales superficiales s. scrotales).
Innerviert wird der Penis durch den Nervus dorsalis penis, den Endast des Nervus pudendus. Dieser Nerv erhält neben sensiblen auch sympathische und parasympathische Nervenfasern. Die parasympathischen Fasern steuern die Erektion, die sympathischen die Ejakulation. Daneben tragen der Nervus genitofemoralis, zum Teil auch die beiden ersten Lendennerven (Nervus iliohypogastricus und Nervus ilioinguinalis), zur Innervation der Vorhaut bei.

### Ejakulation
Der Samenerguss läuft bei Hunden – im Gegensatz zum Menschen – in drei Phasen ab. Die erste, spermienarme Fraktion wird während des Eindringens bis zum Erreichen der vollständigen Erektion des Penis abgegeben. Die zweite, spermienreiche Fraktion wird kurz nach Erreichen der vollständigen Erektion abgegeben. Die dritte, wiederum spermienarme Fraktion wird während der ganzen restlichen Phase des Hängens abgegeben und hat das weitaus größte Volumen der drei Fraktionen.

## Erkrankungen
Die folgenden, für den Haushund beschriebenen Erkrankungen treffen zumindest teilweise auch auf andere Hunde zu.

### Präputialkatarrh

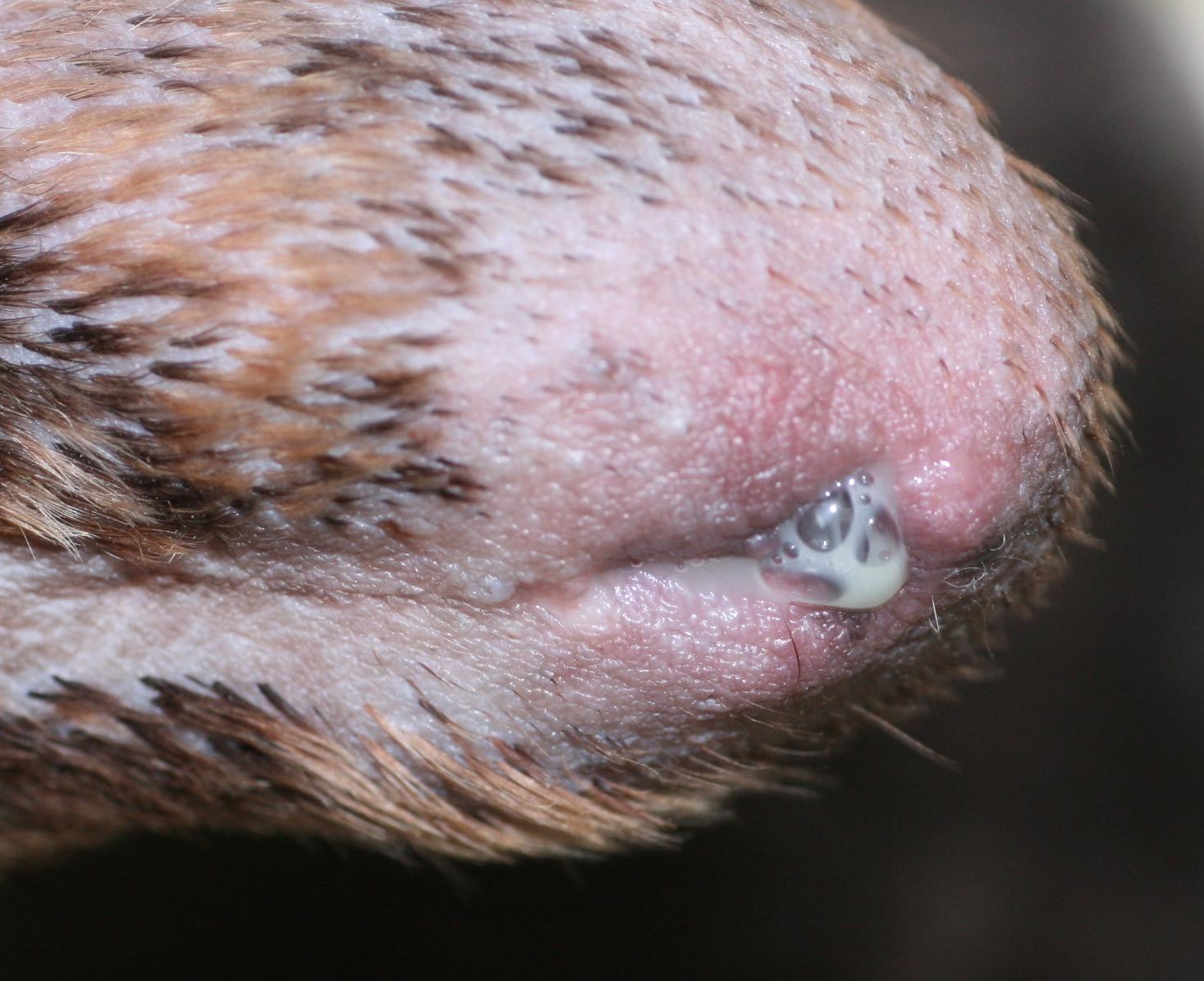
Präputialkatarrh bei einer Deutschen Dogge

Ein Präputialkatarrh wird durch eine vermehrte Sekretionstätigkeit von Drüsen des inneren Vorhautblatts verursacht und äußert sich durch das Ablaufen eines schleimigen, trüben, weiß-gelblichen Sekretes aus der Vorhautöffnung. Es handelt sich hierbei um die am häufigsten anzutreffende Erkrankung des Hundepenis. Von einer Balanoposthitis lässt sich die Störung anhand des Fehlens von Entzündungssymptomen (Wärme, Rötung, Schwellung, Schmerzhaftigkeit) abgrenzen. Die Ursache der Erkrankung ist noch nicht geklärt.
Ein leichter Präputialkatarrh ist bei vielen erwachsenen Rüden vorhanden und normalerweise klinisch unbedeutend. Durch Gabe von Antibiotika lässt sich keine Besserung der Symptome erzielen. Die übliche therapeutische Vorgehensweise ist die wiederholte Spülung des Präputiums mit milden Desinfektionsmitteln wie beispielsweise Chlorhexidin-Lösung oder pflegenden Substanzen wie verdünntem Kamillenextrakt. Eine Kastration führt häufig zu einem Rückgang der Sekretbildung.
Wie bei der Balanoposthitis (siehe unten) muss vor Beginn einer symptomatischen Behandlung des Präputialkatarrhs das Vorliegen von anderen möglichen Ursachen wie beispielsweise Fremdkörper ausgeschlossen werden.

### Balanoposthitis
Die Eichel-Vorhaut-Entzündung (Balanoposthitis) geht im Gegensatz zum Präputialkatarrh mit deutlichen Entzündungssymptomen einher. Die Penis- und Vorhautschleimhaut erscheint hierbei unregelmäßig gerötet; es kommt wie beim Präputialkatarrh auch zur Absonderung eines eitrig-schleimigen (mukopurulenten), je nach beteiligten Bakterien weißlichen, gelblichen oder grünlichen Sekretes, das in schweren Fällen auch eitrig bis jauchig werden kann. In schwereren Fällen kann die Schleimhaut des Genitals eine höckrige Oberflächenstruktur annehmen, die durch die Schwellung von Lymphfollikeln verursacht wird.
Eine leichte Balanoposthitis wird wie ein Präputialkatarrh behandelt. Bei verstärkter Symptomatik kann jedoch die lokale (Salben) oder systemische Gabe von Antibiotika nötig werden. Vor einer symptomatischen Behandlung ist der Hund unbedingt auf zugrunde liegende Probleme wie etwa Fremdkörper oder Ähnliches zu untersuchen.

### Fremdkörper
Gelegentlich finden sich in der Präputialhöhle Fremdkörper. Häufig sind dies Grannen, die aufgrund ihrer Oberflächenstruktur immer tiefer eindringen und zu einer Balanoposthitis führen. Ab und zu dringen auch Haare in die Präputialhöhle ein, die ebenfalls Balanoposthitis verursachen, schlimmstenfalls aber auch zu einer Abschnürung und zum Absterben von Teilen des Penis führen können.

### Harnsteine

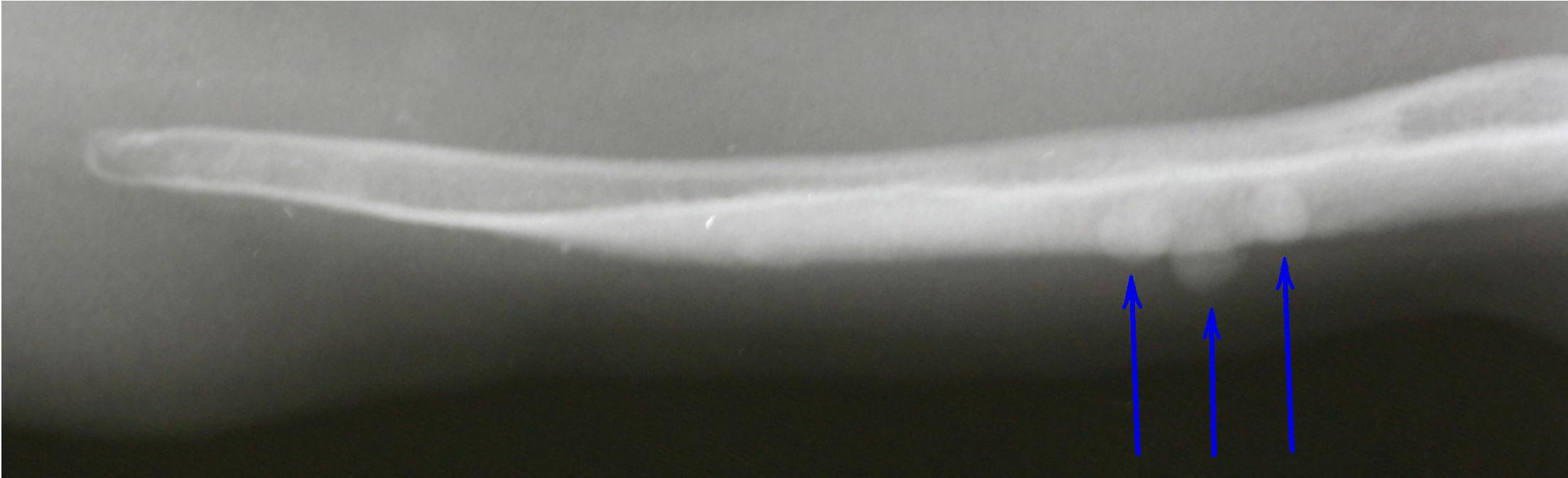
Röntgenbild einer Harnröhrenobstruktion bei einem männlichen Haushund, ausgelöst durch drei Harnsteine (Pfeile) in der Furche des Penisknochens

Weil beim Hund die Harnröhre in einer Furche des Penisknochens verläuft und daher nicht sehr dehnbar ist, bleiben aus der Blase abgeschwemmte Harnsteine oft an der so entstandenen Engstelle stecken, was zu einem Verschluss der Harnröhre führt. Wird der Harnabfluss dadurch vollständig verhindert, kann der Hund die im Harn enthaltenen giftigen Stoffwechselprodukte nicht mehr ausscheiden, so dass es recht schnell zu schweren Symptomen einer postrenalen Urämie kommt.
Der vollständige Verschluss der Harnröhre ist ein urologischer Notfall. Betroffene Rüden versuchen wiederholt erfolglos Harn abzusetzen, sind unruhig und lecken sich am Penis. Beim Fortschreiten der Erkrankung kommt es neben urämischen Symptomen auch zu Änderungen im Elektrolyt-Gleichgewicht, was zu Herzrhythmusstörungen und schließlich zum Tod führen kann. Die Behandlung besteht in der chirurgischen Entfernung der Harnsteine sowie zusätzlich der Behandlung ihrer Ursache.

### Phimose
Eine Phimose äußert sich in einer abnorm kleinen Vorhautöffnung, welche ein Ausschachten des Penis verhindert und in schweren Fällen auch zu Problemen beim Harnabsatz führt. Sie kann angeboren sein, aber auch durch Vernarbungen, chronisch entzündliche Vorgänge oder Neubildungen erworben werden. Die Phimose bleibt meist bis zum ersten Paarungsversuch unbemerkt. Bei Bedarf kann die Vorhautöffnung chirurgisch erweitert werden. Die wichtigste Differenzialdiagnose ist das persistierende Vorhautbändchen (siehe oben).

### Paraphimose
Bei der Paraphimose kann der erigierte Penis nicht mehr in die Vorhaut zurückgezogen werden. Dadurch kommt es zu einer Abschnürung und weiteren ödematösen Schwellung des freiliegenden Teils des Penis, der dadurch absterben kann. Die Paraphimose ist ein andrologischer Notfall und sollte so rasch wie möglich korrigiert werden.
Ursache einer Paraphimose kann einerseits eine leichte Phimose sein, andererseits aber auch eine Einstülpung des äußeren Vorhautblattes in die Vorhauthöhle, wodurch das Zurückziehen des Penis in die Vorhaut blockiert wird. Die Behandlung besteht in der behutsamen manuellen Korrektur dieser Umstülpung unter großzügiger Anwendung von Gleitmittel. In fortgeschrittenen Fällen kann aber auch ein chirurgischer Eingriff notwendig werden.

### Tumorerkrankungen

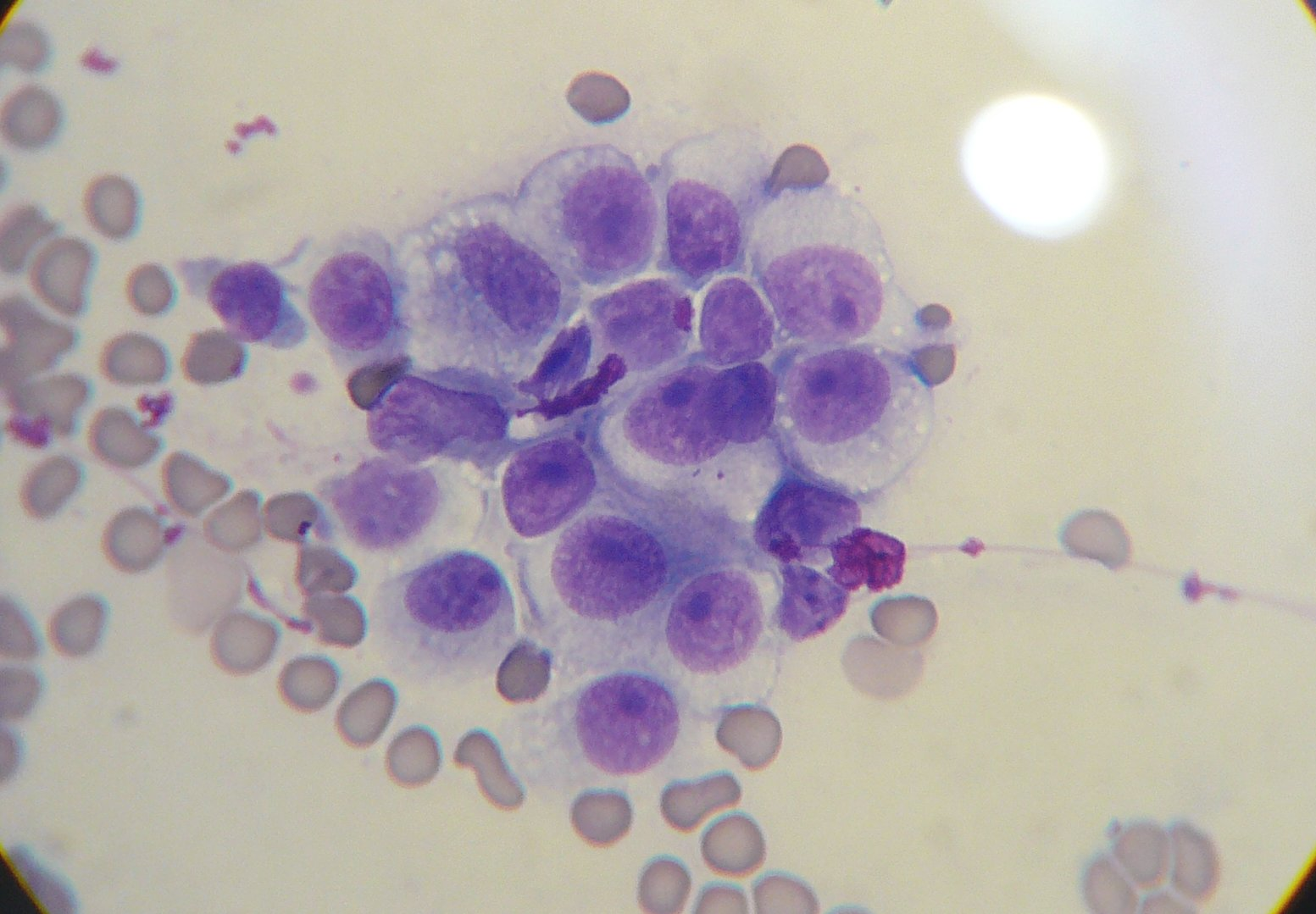
Sticker-Sarkom-Zellen

Tumoren von Penis und Präputium beim Haushund sind in Mitteleuropa selten. Das sogenannte Sticker-Sarkom, ein sexuell übertragbarer bösartiger Tumor, kommt vor allem in tropischen und subtropischen Regionen häufiger vor und ist auch insgesamt der am häufigsten diagnostizierte Tumortyp am Hundepenis.
Daneben treten Plattenepithelkarzinome, Adenokarzinome, maligne Hämangioendotheliome, Fibrosarkome, Papillome, Lymphome, Fibrome und Hämangiome im Bereich der Penisschleimhaut auf. Das Präputium kann von sämtlichen an der Haut auftretenden Tumoren betroffen sein. Am häufigsten werden hier Melanome, Mastzelltumoren und Plattenepithelkarzinome festgestellt.

### Fraktur des Penisknochens
Eine Fraktur des Penisknochens ist selten, kann aber zu Problemen beim Harnabsatz bis hin zur Harnverhaltung durch Blockade oder Riss der Harnröhre sowie langfristig zu Problemen bei der Paarung durch Verkrümmung des Penis führen. Als Ursachen kommen Verkehrsunfälle, aber auch Misshandlungen (besonders Tritte) in Frage. Diagnostiziert wird die Fraktur durch Röntgenaufnahmen. Nicht verschobene Frakturen werden gewöhnlich nicht operiert, da der Penis genügend Halt gibt; eventuell wird aber zur Stabilisierung und zur Sicherstellung des Harnflusses ein Verweilkatheter eingesetzt. Frakturen mit verschobenen Enden werden chirurgisch reponiert und mit orthopädischem Draht fixiert. Risse der Harnröhre müssen ebenfalls chirurgisch korrigiert werden.
Während der Heilung kann der sich bildende Kallus zu einer Obstruktion der Harnröhre führen. Als Alternative zu einer chirurgischen Reposition und Fixation kann auch eine Penisamputation in Betracht gezogen werden.

### Herpes
Das canine Herpesvirus kann beim Rüden die Schleimhaut von Penis und Vorhaut befallen. Es handelt sich dabei um eine meistens inapparente persistierende Infektion, klinische Symptome treten also auch bei einem infizierten Hund nur selten und unregelmäßig auf. Ausbrüche können durch Stress, aber auch durch eine Behandlung mit Kortikosteroiden hervorgerufen werden und führen zu einer vesikulären Entzündung der Genitalschleimhaut („Fieberbläschen“). Viren werden aber in unregelmäßigen Abständen auch ohne Auftreten von Läsionen am Penis ausgeschieden, so dass betroffene Rüden trotz eines klinisch normal aussehenden Penis ansteckend sein können. Mit Herpes infizierte Rüden sollten daher nur mit Vorbehalt zur Zucht verwendet werden, da eine Herpesinfektion zum Welpensterben führen kann.

### Hypospadie
Die Hypospadie ist eine angeborene Fehlbildung, bei der die Harnröhre nicht an der Penisspitze, sondern weiter hinten am Schaft endet. Dieser Zustand ist selten und bedarf im Normalfall keiner Behandlung. Die Libido wird hiervon nicht beeinträchtigt; je nach Schweregrad kann allerdings die Fruchtbarkeit eingeschränkt sein. Da jedoch bei der Hypospadie eine erbliche Komponente vorhanden ist, sollten betroffene Rüden ohnehin von der Zucht ausgeschlossen werden. In schweren Fällen kann ein chirurgischer Eingriff notwendig sein.

### Weitere Erkrankungen
Neben der Hypospadie und dem persistierenden Vorhautbändchen sind weitere familiär gehäuft vorkommende Erkrankungen beschrieben: eine Deformation des Penisknochens kann von der Unfähigkeit zur Paarung bis hin zu Nekrosen der Eichel führen. Angeborene Verkürzungen der Vorhaut werden ebenfalls als familiär gehäuft beschrieben und können durch die dadurch ungeschützte Eichel ebenfalls Verletzungen des Penis bis hin zur Nekrose verursachen.